# 광주 FC
광주 FC(Gwangju Football Club)는 대한민국 광주광역시에 있는 축구 선수단이다. 광주시민프로축구단이 운영하는 남자 프로 축구단이며, 2010년에 창단되었다. 광주광역시를 연고로 하고 K리그1에 참가하고 있다. 2010년 12월에 창단하여 2011년 시즌부터 K리그에 참가하고 있으며 홈 경기장은 광주월드컵경기장이다.
2013년 승강제 도입 이후 승격 후 첫 해 잔류에 성공한 최초의 K리그1 구단이며 시도민구단 중 최초로 K리그1에서 득점상과 최우수선수상 수상자를 배출한 구단이다.

## 역사

### 창단 이전
2002년 FIFA 월드컵을 위하여 지어진 광주월드컵경기장의 활용 방안으로 광주광역시는 프로축구단을 유치하기로 하였다. 그러나 새로운 구단을 창단하기에는 시간과 노력이 많이 들었기에 실업 리그에서 활동하고 있던 상무 축구단을 끌어들였다. 2002년 4월 13일 국군체육부대와 광주광역시는 공식적으로 연고 협약을 맺었고, 상무는 처음으로 연고지를 갖게 되었다. 연고 계약은 2008년까지였고, 그 사이에 광주광역시는 새로운 시민축구단을 만들기로 하였다. 결과적으로 가입비 10억 원과 축구발전기금 30억 원 등 총 40억 원을 한국프로축구연맹에 내고 한시적으로 상무를 유치한 것이었다. 연고지 계약을 맺었을 때는 이미 리그가 시작한 이후여서 2002년에는 K리그 참가에 앞서 2군 리그인 R리그에 참여하였고, B조 1위를 기록하였다.
2002년 12월에 정식으로 K리그 참가 신청서를 제출해 이듬해 1월 승인되어 2003년에 광주 상무 불사조로 구단 명칭을 변경한 후 K리그에 참가하였다. 1985년 이후 18년 만의 프로 무대 복귀였다. 복귀 첫 해에 12팀 중 하위권인 10위를 기록하였다. 2004 시즌에는 더 높은 순위의 8위를 기록하며 만만치 않은 전력을 보여주었다. 2005 시즌에 최하위를 기록했지만 페어플레이 상을 받으며 군인 팀으로서의 위상을 더욱 높였다. 2008년 FA컵에서는 수원 삼성 블루윙즈를 승부차기로 꺾고 8강까지 진출하는 이변을 만들기도 하였으나, 4강에서 경남 FC에게 패하여 탈락하였다.
연고 계약이 끝나는 2008년까지 광주광역시는 기한 내 시민 구단 창단 약속을 이행하지 못하였고, 광주광역시가 2년간 유예를 다시 요청하면서 2010년까지는 본 상태를 유지하게 되었다. 한 차례 고비를 넘긴 후 2009 시즌에는 최성국의 입대로 폭 넓은 공격진이 형성되어 초반 돌풍을 일으켰다. 시즌 중반까지 1위를 달리는 기염을 토해냈으나 군인 팀의 한계를 극복하지 못하면서 시즌 막판에는 6연패를 당하기도 하였다. 그러나 초반에 쌓아둔 승점으로 열다섯 개 팀 중 13위에 자리하였다. 2010년에는 김정우와 김동현 등이 입대하여 전 시즌보다 더욱 탄탄한 스쿼드를 구축하게 되었다.
2010년 10월 31일을 마지막으로 20년간 지휘해 왔던 이강조 감독이 사의를 표명하면서, 이수철 수석코치가 감독직을 맡게 되었다. 또, 약속대로 시민 구단 광주 FC가 2011 시즌부터 참가를 선언하고 창단 작업에 착수함과 동시에 연고 계약이 종료됨에 따라 한국프로축구연맹과 상무는 새로운 연고지를 물색하여 경상북도 상주시를 새 연고지로 하는 상주 상무 피닉스가 창단되었다.
광주광역시와 상무와의 연고 협약이 2010년을 기해 만료됨에 따라 상무의 광주 유치에 대한 공약의 일환이었던 광주 시민 축구단 창단 준비가 시작되었다. 2008년 말 거론되었던 울산 현대미포조선 돌고래의 광주 입성이 무산되었고 2010년 4월 5일 박광태 광주광역시장은 5일 오전 광주광역시청 대회의실에서 곽정환 한국프로축구연맹 회장과 이회택 대한축구협회 부회장, 지역 인사 등이 참석한 가운데 기자회견을 열고 프로 축구단 창단을 선언하였다. 그 후 5월 4일 창단 준비 위원회가 발족하여 본격적인 창단 작업에 들어갔으며, 6월 11일부터 7월 20일까지 시민주 공모에 들어갔다. 마침내 10월 12일에 열린 한국프로축구연맹 이사회에서 구단은 연맹의 정식 창단 승인을 받았다 10월 18일에 클럽의 초대 감독으로 최만희가 선임되고 10월 29일에 광주 FC로 팀명을 확정, 약 2달 뒤인 12월 16일에 엠블렘 공개와 함께 공식적인 창단식을 가졌다. 한편, 연고 협약의 만료 이후 연고지를 찾아야 했던 상무는 경상북도 상주시로 연고지를 옮겼다.

### 창단 첫 시즌과 강등
2011 시즌을 앞두고 1월 16일 초대 주장은 박기동, 부주장은 김은선으로 결정되었으며, 주장 박기동은 "광주FC가 힘차게 비상할 수 있도록 선수, 코치진 간 소통의 창이 되겠습니다."라고 말하며 첫 시즌에 대한 포부를 밝혔다. 2011 시즌의 첫 경기이자 역사적인 공식전의 상대는 2010 시즌 15위 대구였는데, 이 경기에서 펠레 스코어로 승리하였다. 2011 시즌 광주는 총 9승 8무 13패를 기록하며 16개 팀 중 11위에 이름을 올리며 신생팀으로서 호성적을 거두었다. 특히 시즌 막판 6강 챔피언십 티켓이 절박한 팀들에게 연일 승리하거나 비기며 고춧가루 부대로 이름을 떨쳤다.
광주에서의 활약을 바탕으로 김동섭이 올림픽 대표로, 박기동과 이승기가 국가대표로 발탁되었다. 이승기는 11월 15일 레바논 전에서 대한민국 국가대표로 선발출장하여, 대한민국 성인대표팀으로 A매치에 선발 출장한 첫 번째 광주 선수가 되었다.
2012 시즌 초반 광주는 5라운드까지 2위까지 오르는 등 기분 좋은 출발을 하였다. 그러나 갈수록 순위가 떨어졌고, 결국 강원과 마지막까지 강등 경쟁을 벌이다가 43라운드에서 대구에게 0-2로 패배하며 성남을 1-0으로 꺾은 강원과 승점 차이가 4점으로 벌어지는 바람에 K리그 챌린지로의 강등을 확정지었다. 이로써 광주 FC는 K리그 사상 2부 리그로 강등된 첫 팀으로 기록되었다. 최만희 초대 감독은 마지막 라운드 종료 후, 계약을 1년도 남기지 않은 상태로 결국 자진 사퇴하였다. 최만희 감독은 사퇴하며 단장인 박병모의 운영 행태를 질타하였고, 서포터들도 강력하게 박병모 단장의 퇴임을 요구하였다. 사임 이틀 후, 여범규 수석코치가 감독으로 승격되었다. 시즌 후 에이스였던 이승기가 광주를 떠나 전북 현대 모터스에 이적했다. 그리고 팬들로부터 질타를 받았던 박병모 단장을 포함한 경영진이 2부 강등의 책임을 지고 총 사퇴하였다.

### 2년 만의 승격
여범규 감독이 새로 부임하고 K리그 챌린지에서 리그를 시작한 광주는 루시오, 김은선, 김호남 등이 좋은 활약을 보여줬지만 최종 3위로 리그를 마무리하며 K리그 클래식으로의 승격의 꿈이 좌절되었다. 중도에 여범규 감독이 사퇴하였으며 남기일이 감독대행으로 시즌을 이어갔다. 시즌이 끝난 후 팀의 주축이자 창단 멤버였던 김수범, 김은선, 박희성, 유종현 등 수많은 선수들이 타 팀으로 이적하였다.
선수단 대부분을 개편하고 시작된 2014 시즌에도 남기일 감독 대행으로 시즌을 이어갔다. 시즌 내내 중위권을 달리며 다소 답답한 행보를 이어갔으나, 어렵게 5위 FC 안양을 골득실차로 제치고 4위에 안착하여 K리그 클래식 11위팀과 겨루는 K리그 승강 플레이오프에 진출할 팀을 가리는 플레이오프에 진출하였다. 원주종합운동장에서 열린 준플레이오프에서 시즌 3위 강원 FC에게 1:0 김호남의 결승골로 P.O에 진출하였으며, 안산 와~ 스타디움에서 열린 플레이오프에서도 파비오, 디에고, 김호남의 득점으로 시즌 내내 한번도 이기지 못한 안산 경찰청까지 꺾으며 K리그 승강 플레이오프에 진출한다. 12월 3일 광주월드컵경기장에서 열린 1차전에서 K리그 클래식 11위를 기록한 경남 FC를 상대로 3:1 승리를 거두었고, 12월 6일 창원축구센터에서 열린 2차전에선 1:1로 비겼으나 총합 스코어에선 4:2로 앞서 K리그 승강 플레이오프에서 승리했다. 광주는 이리하여 K리그 챌린지에서 강등된지 2년 만에 기적적으로 K리그 클래식으로 승격하게 되었다.

### 1부 리그로 돌아온 광주
2015년 1월, 팀을 1부 리그로 복귀시킨 남기일 감독 대행을 정식 감독으로 승격시켰다. 시즌 초 강등 1순위로 분류되었으나 이러한 예상과는 다르게 초반 신선한 돌풍을 일으키며 한때 2위까지 올라가는 저력을 보여주었다. 그러나 하계 유니버시아드로 인해 광주월드컵경기장을 사용하지 못하게 되어 원정 경기만 장기간 치르게 되면서 선수들의 체력이 소모되었고 광주월드컵경기장으로 돌아온 이후에도 경기장의 최악의 잔디 상태로 인해 경기력 저하를 불러왔다. 이로 인해 성적은 주춤하기 시작했고 결국 상위 스플릿에 진입하는 것에는 실패하였다. 하지만 광주는 리그 10승으로 창단 이후 역대 최다승을 기록한데 이어, 창단 이후 역대 최고 순위인 1부 리그 10위를 기록하였다. 또한 승격 후 첫 해 잔류에 성공한 최초의 K리그 클래식 팀이 되었으며 2015 시즌은 다양한 역사를 새로 쓴 의미있는 시즌으로 성공적으로 마무리 되었다.
2016 시즌에는 광주는 FC 서울로부터 영입한 정조국을 앞세워 구단 역사상 최고 성적인 8위를 기록하여 2년 연속 1부 리그 잔류에 성공하였으며, 팀의 주축 정조국은 1년간 20골을 기록하며 리그 득점상 수상, K리그 베스트 11 부문 선정, K리그 MVP 등 3관왕에 오르는 영광을 누렸다.
대구 FC와의 2017시즌 리그 개막전에서 1:0 승리를 거두며 기분 좋은 시작을 알렸고, 4월 30일 전북 현대를 상대로 1:0 승리를 거두며 전북의 시즌 첫 패배를 안기기도 하였으나, 시즌 내내 부진을 이어가며 강등권을 맴돌았고, 결국 8월 대략 4년간 팀을 이끌어온 남기일 감독이 성적부진에 책임을 지고 사임하였고, 후임 감독에 한국을 대표하는 지략가 중 한명인 김학범 감독이 선임하였다.
김학범은 짧은 기간에도 스리백을 중심으로 끈끈한 수비 조직력을 갖추면서 9월24일 강원FC전을 시작으로 6경기 연속 무패를 달리면서 상승세를 이어가는 듯 했으나, 11월 4일 대구 FC전 패배로 3년만에 재강등이 확정되었으며, 김학범 감독이 2017시즌을 끝으로 강등의 책임을 지고 자진 사퇴하였다.

### 재강등
2018시즌을 앞두고 박진섭 감독을 신임 감독으로 내정하였다.
하지만 FC 안양과의 리그 개막전부터 서울 이랜드와의 리그 4라운드전까지 단 1승도 못거두었으며, 특히 3월 28일 약체로 평가받던 실업팀 대전 코레일과의 FA컵 경기에서도 3:1 충격패를 당하면서 불안한 시작을 알렸다.
하지만 이 후 승점을 차곡차곡 쌓으면서 광주를 4강권 안으로 끌어들이며 승격 경쟁에 불을 붙였으며, 리그 최종 5위를 기록했지만, 리그 1위인 아산 무궁화의 승격권 박탈로 운좋게 승강플레이오프에 진출했다.
하지만 대전 시티즌과의 플레이오프전에서 나상호의 부재와 이승모의 부상, 윤평국의 퇴장 번복과 그로 인한 페널티킥 헌납 등의 어수선한 악조건 속에 결국 0:1로 패하며 승격이 무산되었다.

### 구단 사상 첫 우승
2019년 주전 공격수 나상호가 FC 도쿄로 이적했으며, 나상호 이외에도 안영규 등의 기존의 주전 선수들이 유출되면서 2019시즌을 준비하는 입장에서 상당히 고민이 깊어지고 있다.
서울 이랜드와의 리그 개막전에서 2:0 승을 거두며 기분 좋은 시작을 알렸으며, 아산 무궁화와의 홈개막전에서 펠리페의 해트트릭을 앞세워 4:0 대승을 거두며 2연승을 거두었으며, 이후에도 펠리페의 무서운 득점력으로 절정에 오른 공격력, 이희균, 여름 등 2선과 미드필더들의 좋은 지원을 앞세워 7경기 무패행진을 이어가며 리그 초반 단독 선두에 등극하였으며, 7월 6일 열린 안산 그리너스와의 경기에서 여봉훈의 결승골로 승리하며 18경기 무패를 달성했으며, 박진섭 감독은 6월 이달의 감독에 선정되었다.
7월 14일 서울 이랜드전에서도 2:0 승리를 거두며 19경기 무패 행진을 이어갔지만, 7월 20일 FC 안양전에서 7:1 로 처참하기 패배하며 무패 행진을 마감하고 시즌 첫 패배를 기록했다.
10월 19일 안양전에서 4:0 대승을 거두며 7:1 대패를 설욕했고 리그 우승에 한발짝 더 다가갔으며, 10월 20일 2위 부산이 안산에 패하면서 마침내 K리그2 우승과 1부 리그 승격을 확정지었다.

### 1부 리그 재승격과 세 번째 강등
2020 시즌 코로나19 여파에도 불구하고 박진섭 감독은 펠리페, 엄원상 등을 주축 선수로 기용하면서, 다소 신박한 전술을 통해 돌아온 1부리그에서 돌풍을 일으켰다. 이 시즌은 광주축구전용구장으로 광주의 홈구장이 이전된 첫 해였고, 그 해에 구단 역사상 최초로 상위 스플릿에 안착하며 6위라는 역대 최고 성적을 기록하였다. 그러나 시즌 종료 후, 박진섭 감독은 계약기간이 남아있음에도 FC 서울 감독으로 이적했고, 이에 김호영 감독이 새롭게 부임하여 2021 시즌을 맞이했다. 김호영 감독 체제 하에 광주는 매우 뛰어난 경기력을 보였으나, 경기 외적으로 여러가지 불운이 겹치면서 계속해서 승리를 가져오지 못하게 된다. 당시 광주는 중국으로 이적한 펠리페의 대체자로 임대 영입한 조나탄이 부상으로 경기에 뛰지도 못했으며, 대기심의 실수로 인해 몰수패를 받기도 했고, 다득점으로 이기고 있다가 후반 종료 직전에 내리 골을 먹혀 역전을 당하는 경우도 있었다. 또 구단 내부에 비리가 터지면서 전체적으로 팀 분위기가 흐트러지면서 세 번째 강등을 맞이하는 비극을 겪게 된다.

### 혜성처럼 나타난 명장과 두 번째 우승
2022 시즌은 김호영 감독이 경질되고 과거 광주에서 코치를 역임했던 이정효 감독이 신임 감독으로 선임되었다. 광주의 주축이었던 윤보상, 엄원상, 윤평국 등 중요한 선수들이 다 팔려 나간 와중에 완전히 K리그에서 처음 데뷔하는 감독을 선임했기 때문에 시즌 초 전망은 좋지 못했다. 심지어 막 프로로 전환된 신생구단 김포 FC와의 홈 개막전에서 패배하는 바람에 큰 우려와 함께 시즌을 시작했다. 그러나 이정효 감독은 특유의 리더십과 전술 구상 능력을 발휘하여 리그에서 단 네 번의 패배만 허용하며 압도적으로 광주를 우승 시켜 1부 리그 재승격을 달성했다. 심지어 이는 2019년 박진섭 감독의 지휘 하에 19경기 연속 무패를 달성했을 때보다 훨씬 좋은 평가를 받게 되었는데, 당시 박진섭 감독은 펠리페, 윌리안 등의 용병 자원과 엄원상과 같은 스타 플레이어의 활약에 기댄 측면이 컸다면, 이정효 감독의 경우 어느 선수 하나에 의존하기 보다 전술적인 움직임으로서 모두가 골고루 득점자원으로서 활약했기 때문이었다. 이러한 전술적인 움직임으로 K리그2 최다 승리, 최다 승점이란 기록을 작성했다. 이러한 활약 속에서 광주 FC는 세간의 주목을 받으며 1부 리그로 복귀하게 된다.

### 1부 리그 복귀, 이정효 감독과 빛고을 전사들의 돌풍
2023 시즌 압도적인 경기력과 함께 수많은 2부 리그 기록을 갈아 치우고 돌아온 광주 FC는 다시 1부 리그의 도전자가 되어 얼마나 좋은 결과를 얻어내는 지가 중요해졌다. 강기정 광주시장 하에 스포츠에 투자 지원을 늘리고 있기 때문에,  구단 측에서는 승격 이후 이름값 있는 8억짜리 A급 공격수를 영입해 주겠다고 제안했다. 그러나 이정효 감독은 1부 경쟁력이 약한 선수를 본인이 성장시켜 증명하겠다는 욕심이 강했기 때문에, 해당 선수 대신 8억을 쪼개 이강현, 김경재, 고무열을 영입해 줄 것을 요청했고, 실제로 광주는 신창무, 이강현, 김경재를 영입하는 데 성공했다. 고무열은 메디컬 테스트에서 탈락해 김한길을 영입하는 것으로 선회했다. 그렇게 시작된 2023 시즌에서, 이정효 감독은 그동안 1부 리그에서 볼 수 없었던 캐릭터와 전술적 움직임으로 압도적인 경기력을 선보이며 돌풍을 일으킨다. 선수들도 그의 지도에 잘 따르면서, 선수들의 수준 또한 한 단계 랭크업되었고, 광주 FC는 2023 시즌 K리그1 첫 번째이자 구단 최초 단일 시즌 전 구단 상대 승리 기록을 세웠다. 강한 압박과 공격 축구, 그리고 체계적이면서 동시에 유기적인 포지셔닝을 통해 현대축구의 트렌드를 제대로 반영한 전술로 반향을 일으킨 덕에, 언론과 축구계에 큰 관심을 갖게 되었고, 덕분에 광주 FC는 구단 역사상 최고의 흥행을 맞이하게 된다. 시즌 정규라운드를 3위로 마무리하며 구단 최고 성적으로 파이널 라운드 스플릿 A에 진출하는 업적을 달성하였으며, 이에 그치지 않고 파이널라운드에서 3위의 성적을 유지하면서 구단 최초로 AFC 챔피언스리그에 진출하는 쾌거를 이루어냈다.

## 선수 명단
참고: FIFA 자격 규정에 따라 소속된 국가대표팀 국기를 표시합니다. 선수는 복수의 FIFA 비회원국 국적을 가지고 있을 수 있습니다.
| 번호 | 포지션 | 국적       | 이름       |
| ---- | ------ | ---------- | ---------- |
| 1    | GK     |            | 김경민     |
| 2    | DF     |            | 조성권     |
| 3    | DF     |            | 이민기     |
| 5    | DF     |            | 변준수     |
| 6    | DF     |            | 안영규     |
| 8    | MF     |            | 이강현     |
| 10   | MF     |            | 최경록     |
| 11   | FW     | 아이슬란드 | 프리드욘슨 |
| 12   | GK     |            | 노희동     |
| 13   | FW     |            | 박정인     |
| 14   | MF     |            | 유제호     |
| 16   | FW     |            | 정지훈     |
| 17   | FW     |            | 헤이스     |
| 18   | FW     |            | 박인혁     |

| 번호 | 포지션 | 국적 | 이름                        |
| ---- | ------ | ---- | --------------------------- |
| 20   | DF     |      | 진시우 (전북에서 임대)      |
| 21   | MF     |      | 강희수                      |
| 22   | MF     |      | 김한길                      |
| 23   | DF     |      | 김진호                      |
| 27   | MF     |      | 권성윤                      |
| 29   | DF     |      | 곽성훈 (수원 삼성에서 임대) |
| 30   | MF     |      | 안혁주                      |
| 31   | GK     |      | 김동화                      |
| 39   | DF     |      | 민상기                      |
| 40   | FW     |      | 신창무                      |
| 41   | GK     |      | 김태준                      |
| 43   | FW     |      | 김윤호                      |
| 70   | FW     |      | 하승운                      |
| 77   | MF     |      | 오후성                      |
| 80   | MF     |      | 주세종                      |
| 88   | MF     |      | 문민서                      |
| 94   | DF     |      | 심상민 (울산에서 임대)      |
| 99   | MF     |      | 홍용준                      |

### 임대 및 군 복무 중인 선수
참고: FIFA 자격 규정에 따라 소속된 국가대표팀 국기를 표시합니다. 선수는 복수의 FIFA 비회원국 국적을 가지고 있을 수 있습니다.
| 번호 | 포지션 | 국적 | 이름                             |
| ---- | ------ | ---- | -------------------------------- |
| —    | FW     |      | 두현석 (거제시민축구단으로 임대) |
| —    | MF     |      | 박태준 (김천 상무에서 군 복무중) |

## 스태프

### 지도자
| 직위        | 이름   |
| 감독        | 이정효 |
| 수석 코치   | 마철준 |
| 코치        | 조용태 |
| 골키퍼 코치 | 신정환 |
| 피지컬 코치 | 김경도 |
| ----------- | ------ |

## 기록과 통계

### 우승 기록

#### 리그
- K리그2

● 우승 (2): 2019, 2022
● 준우승 (1): 2014

### 역대 성적
| 시즌   | 리그  | 리그 | 리그 | 리그 | 리그 | 리그 | 리그 | 리그 | 리그 | 리그 | FA컵 | ACLE/ACL2 |
| 시즌   | 등급  | 경기 | 승   | 무   | 패   | 득   | 실   | 차   | 승점 | 순위 | FA컵 | ACLE/ACL2 |
| ------ | ----- | ---- | ---- | ---- | ---- | ---- | ---- | ---- | ---- | ---- | ---- | --------- |
| 2011   | 1     | 30   | 9    | 8    | 13   | 32   | 43   | -11  | 35   | 11   | 32강 | -         |
| 2012   | 1     | 44   | 10   | 15   | 19   | 57   | 67   | -10  | 45   | 15↓  | 16강 | -         |
| 2013   | 2     | 35   | 16   | 5    | 14   | 55   | 54   | +1   | 53   | 3    | 16강 | -         |
| 2014   | 2     | 36   | 13   | 12   | 11   | 40   | 35   | +5   | 51   | 2↑   | 16강 | -         |
| 2015   | 1     | 38   | 10   | 12   | 16   | 35   | 44   | -9   | 42   | 10   | 32강 | -         |
| 2016   | 1     | 38   | 11   | 14   | 13   | 41   | 45   | -4   | 47   | 8    | 16강 | -         |
| 2017   | 1     | 38   | 6    | 12   | 20   | 33   | 61   | -28  | 30   | 12↓  | 8강  | -         |
| 2018   | 2     | 36   | 11   | 15   | 10   | 51   | 41   | +10  | 48   | 5    | 3R   | -         |
| 2019   | 2     | 36   | 21   | 10   | 5    | 59   | 31   | +28  | 73   | 1↑   | 16강 | -         |
| 2020   | 1     | 27   | 6    | 7    | 14   | 32   | 46   | -14  | 25   | 6    | 16강 | -         |
| 2021   | 1     | 38   | 10   | 7    | 21   | 42   | 54   | -12  | 37   | 12↓  | 2R   | -         |
| 2022   | 2     | 40   | 25   | 11   | 4    | 68   | 32   | +36  | 86   | 1↑   | 16강 | -         |
| 2023   | 1     | 38   | 16   | 11   | 11   | 47   | 35   | +12  | 59   | 3    | 8강  | -         |
| K리그1 | 8시즌 | 291  | 78   | 86   | 127  | 319  | 395  | -74  | 320  | 0    | 0    | -         |
| K리그2 | 5시즌 | 183  | 86   | 53   | 44   | 273  | 193  | +80  | 311  | 14   | 0    | -         |

## 역대 인물

### 역대 선수

#### 역대 주장
| 연도   | 주장        |
| ------ | ----------- |
| 2011년 | 박기동      |
| 2012년 | 김은선      |
| 2013년 | 박병주      |
| 2014년 | 임선영      |
| 2015년 | 이종민      |
| 2016년 | 이종민 여름 |
| 2017년 | 송승민      |
| 2018년 | 안영규      |
| 2019년 | 김태윤      |
| 2020년 | 여름        |
| 2021년 | 김원식      |

### 역대 감독
- 취임은 공식 취임식 일자이며 취임식이 없거나 미상인 경우 공식 선임 일자를 기재한다.

| 직위 | 이름   | 취임       | 사임       | 시즌      | 승 | 무 | 패 | 비고 |
| ---- | ------ | ---------- | ---------- | --------- | -- | -- | -- | --- |
| 1대  | 최만희 | 2010/10/18 | 2012/12/01 | 2011-2012 | 20 | 23 | 38 | - 구단 초대 감독 - 구단 최초 지역 출신 감독                                                                                                  |
| 2대  | 여범규 | 2012/12/06 | 2013/08/16 | 2013      | 7  | 5  | 7  | - 구단 최초 시즌 도중 물러난 감독 |
| 대행 | 남기일 | 2013/08/16 | 2015/01/03 | 2013-2014 | 50 | 46 | 61 | - 구단 최초 감독 대행 |
| 3대  | 남기일 | 2015/01/04 | 2017/08/14 | 2015-2017 | 50 | 46 | 61 | - 구단 최초 감독 대행직 수행 후 정식 감독으로 승진한 감독 - 구단 역대 최장수 감독 - 구단 역대 최연소 감독 - 구단 2번째 시즌 도중 물러난 감독 |
| 4대  | 김학범 | 2017/08/16 | 2017/11/18 | 2017      | 2  | 5  | 6  | - 구단 역대 최고령 감독 - 구단 역대 최단기간 감독                                                                                            |
| 5대  | 박진섭 | 2017/12/16 | 2020/12/1  | 2018-2020 |    |    |    | 구단 최초 우승 감독 |
| 6대  | 김호영 | 2020/12/22 | 2021/12/04 | 2021      |    |    |    | |
| 7대  | 이정효 | 2021/12/28 |            |           |    |    |    | 구단 우승 감독 |

## 스폰서
| 연도           | 용품 스폰서 | 메인 스폰서 |
| -------------- | ----------- | ----------- |
| 2011~2014      | 조마        | 광주광역시  |
| 2015           | 아르볼      | 광주광역시  |
| 2016~2017 8월  | 조마        | 광주광역시  |
| 2017~2018 12월 | 조마        | 광주은행    |
| 2019 1월~      | 켈미        | 광주광역시  |

## 경기장
| 경기장 | 이름             | 소유주     | 개장년도 | 사용기간        | 사용기간 |
| 경기장 | 이름             | 소유주     | 개장년도 | 사용시작        | 사용종료 |
| ------ | ---------------- | ---------- | -------- | --------------- | -------- |
|        | 광주월드컵경기장 | 광주광역시 | 2002년   | 2011년          |          |
|        | 광주축구전용구장 | 광주광역시 | 2020년   | 2020년 (후반기) | 2024년   |

홈경기장은 광주축구전용구장이다. 광주월드컵경기장 보조구장 위치에 건설되어, 2020년 후반기부터 광주FC가 홈경기장으로 사용하고 있다.
2011년부터 2020년 전반기까지는 광주월드컵경기장을 홈경기장으로 사용했다.

## 클럽하우스
광주축구전용구장 내에 클럽하우스가 있다.

## 엠블럼과 마스코트
클럽 마스코트는 '보니'와 '화니'이다. 광주FC의 상징인 봉황에서 이름을 따왔다. 보니가 남자, 화니가 여자이다. 2001년 1월 1일에 무등산 서석대에서 태어났다고.

## 참고 문헌
- “스포츠지원포털 등록 현황”. 대한체육회.
- “KFA 통합경기정보 시스템”. 대한축구협회.
- “K리그 데이터 포털”. 한국프로축구연맹.